# Cintray (Eure-et-Loir)
Cintray is een gemeente in het Franse departement Eure-et-Loir (regio Centre-Val de Loire) en telt 388 inwoners (1999). De plaats maakt deel uit van het arrondissement Chartres.

## Geografie
De oppervlakte van Cintray bedraagt 4,0 km², de bevolkingsdichtheid is 97,0 inwoners per km².
De onderstaande kaart toont de ligging van Cintray (Eure-et-Loir) met de belangrijkste infrastructuur en aangrenzende gemeenten.

## Demografie
Onderstaande figuur toont het verloop van het inwonertal (bron: INSEE-tellingen).